# Iúlia Danzàs
Iúlia Nikolàievna Danzàs, rus: Ю́лия Никола́евна Данза́с (9 de maig de 1879, Atenes - 13 d'abril de 1942, Roma) fou una historiadora de la religió teòloga catòlica, publicista i figura religiosa pertanyent a l'apostolat rus a l'estranger.

## Biografia
La mare de Iúlia, Iefrossínia Arguiropulos provenia de l'antiga noblesa romana d'Orient, i estava directament emparentada amb l'emperador Romà III (968-1034). El seu pare era el primer secretari de l'ambaixada de l'Imperi Rus a Atenes a principis de juliol de 1879. Iúlia es va criar a Atenes. Després de la mort del seu pare el 1888, es va traslladar amb la seva mare i el seu germà Iàkob a la finca de l'avi prop de Khàrkiv, a l'actual Ucraïna. Allí es va submergir a la biblioteca de 20.000 volums de la casa, i va estudiar les obres dels enciclopedistes francesos, dels historiadors del segle xviii i dels pares de l'església llatins i grecs. La família es va traslladar a Sant Petersburg, on Iúlia va rebre classes particulars. El 1896 va aprovar l'examen final al 6è Gimnàs de Sant Petersburg. Després, va assistir com a oient sobre temes d'història i filosofia a La Sorbona de París. Va treballar sobre la teosofia, va participar en sessions espiritistes i es va convertir en membre de la Society for Psychical Research, dedicada a explorar fenòmens ocultistes. A França, va coincidir amb els grans historiadors del cristianisme primitiu Adolf von Harnack i l'abat Louis Duchesne.
De tornada a Rússia, Danzàs va col·laborar amb el diari Okraini Rossii, rus: Окраины России ("Els afores de Rússia"), va escriure articles a la col·lecció de Zaprossi misli, rus: Запросы мысли ("Peticions de pensament"). Va signar els articles amb el pseudònim "Iuri Nikolàiev". En ells, es va oposar fortament a les idees socialistes i es va manifestar contra el separatisme de Finlàndia.
A Sant Petersburg va formar part de la societat secreta fundada pel rosa-croat esoterista i ocultista Gérard Encausse, conegut habitualment com a Papus. Allà, el 1906, va publicar el llibre titulat A la recerca de la Deïtat, rus: В поисках за Божеством V poiskakh za Bojestvom, sota la influència de la filosofia de Friedrich Nietzsche. És tracta de la primera monografia en rus sobre el gnosticisme dels segles I i II. Aquest llibre va interessar a Maksim Gorki, i ambdós van tenir una reunió.
El 1907, l'emperadriu Alexandra Fiódorovna va convidar Iúlia Danzàs a treballar amb ella. Danzàs va acceptar, es va convertir en dama de companyia de l'emperadriu i va dirigir l'oficina imperial per al benestar. Es va convertir en una ferma opositora a Grigori Rasputin. El 1909 va viatjar a Itàlia i va ser rebuda en privat pel papa Pius X. El 1914, va convidar Adolf von Harnack com a director de la Comissió dels Pares de l'Església per treballar en la publicació dels escrits d'Orígenes. L'esclat de la Primera Guerra Mundial va impedir-ne la reunió.
Al començament de la guerra, l'Emperadriu volia confiar a Danzàs els assumptes clericals, però ella es va negar i es va dirigir cap al front. Al principi, es va estar en un campament de la Creu Roja de Rússia, al 10è Exèrcit Imperial, i el 1916 es va presentar com a voluntària al 18è Regiment cosac d'Orenburg i va prendre part en els combats. Va ser guardonada amb la Creu de Sant Jordi.
Després de la Revolució de Febrer de 1917, Danzàs va tornar a Petrograd. El Govern Provisional la va convidar a comandar el batalló de xoc femení, però ella es va negar. El 1917 Danzas va presentar la seva tesi de màster sobre història general per defensar-la a la Universitat de Petrograd, però la defensa no va tenir lloc.
El 1918, Danzàs va començar a treballar a la Biblioteca Pública. El coneixement de 9 idiomes la va convertir en una valuosa empleada. A més, va fer classes sobre la història d'Anglaterra i França a l'Institut de Recerca Psico-neurològica de Sant Petersburg, va ser membre de la Societat Filosòfica de la Universitat de Sant Petersburg, va ser un dels organitzadors de la "unió de la saviesa catòlica", va col·laborar amb l'editorial Vsemirnaia literatura, rus: Всемирная литература ("Literatura Mundial") i va preparar una monografia titulada "Plató". El 1920, Maksim Gorki li va oferir una feina a la Casa dels Científics de Petrograd.
En una reunió a la Casa dels científics, Danzàs va coincidir amb el líder dels catòlics russos, el pare Leonid Fiódorov. Sota la seva influència, va abraçar el catolicisme: juntament amb ell, va organitzar la comunitat monàstica dominicana de l'Esperit Sant el 1921, i el 1922 va ser ordenada monja sota el nom de Justina.
L'11 de novembre de 1923 Danzàs va ser arrestada, igual que altres membres de la comunitat de catòlics russos de Petrograd. Va ser acusada de crear una organització contrarevolucionària i va ser sentenciada a 10 anys de presó per procediments extrajudicials. Va complir la seva condemna primer a la presó d'Irkutsk i, a partir de setembre de 1928, al campament Solovetski. Allí va treballar com a comptable i bibliotecària del Museu de la Societat d'Història Local. Hi ha proves que Solovki es va reunir amb Maksim Gorki. El setembre del 1932 va ser traslladada al campament de l'estació de Medvéjia Gorà (situada a la ciutat de Medvejiegorsk, República de Carèlia), on va treballar al departament d'estadístiques de la gestió de la construcció del Canal del Mar Blanc-Bàltic.
El gener de 1932, a petició de Maksim Gorki, així com del seu germà, que vivia a Alemanya, Danzàs va ser alliberada un any abans del final de la sentència. Després del seu alliberament, va viure a Leningrad i Moscou, i després, amb l'ajuda de Gorki, el desembre de 1933 va emigrar de la URSS. Primer es va instal·lar a Berlín amb el seu germà, i a continuació a França, primer al monestir de Notre-Dame de Prouille, i després a Lilla, on va treballar al Centre Dominicà per a l'Estudi de Rússia "Istina" rus: Истина ("Veritat").
A França, va publicar la revista «Russie et chrétienté» i va escriure sobre els seus records del camp de Solovetski, «Bagne rouge. Souvenirs d'une prisonnière au pays des soviets » (Juvisy, 1935), publicada de forma anònima, així com llibres sobre la història del pensament religiós rus «L'Itinéraire religieux de la conscience russe (Juvisy, 1935), (que va rebre una opinió molt negativa per part de Nikolai Berdiàiev) i «Les réminiscences gnostiques dans la philosophie religieuse russe moderne» (Rev. des sciences philos. et théol. 1936. № 4).
El 1940, Danzàs es va traslladar a Roma, on va donar classes al col·legi papal "Russicum". Allà, en rus, va publicar el llibre Katolitxeskoye Bogopoznanie i marksistskooe bezbojie, rus: Католическое Богопознание и марксистское безбожие ("El coneixement del Déu catòlic l'ateisme marxista" 1942) en què crítica el marxisme des d'una perspectiva catòlica. El llibre va romandre completament desconegut. També va escriure un llibre en italià sobre l'emperadriu Alexandra Fiódorovna.
Iúlia Danzàs va morir el 1942 a Roma. La majoria dels seus estudis filosòfics i religiosos romanen en l'oblit.